# 小行星6830
小行星6830（英語：6830 Johnbackus）是一颗围绕太阳公转的小行星。1991年5月5日，大友哲、村松修在藤枝市发现了此天体。
这颗小行星的绝对星等为153.8152447303013等。